# Mésopotamie (Argentine)
Pour les articles homonymes, voir Mésopotamie (homonymie).

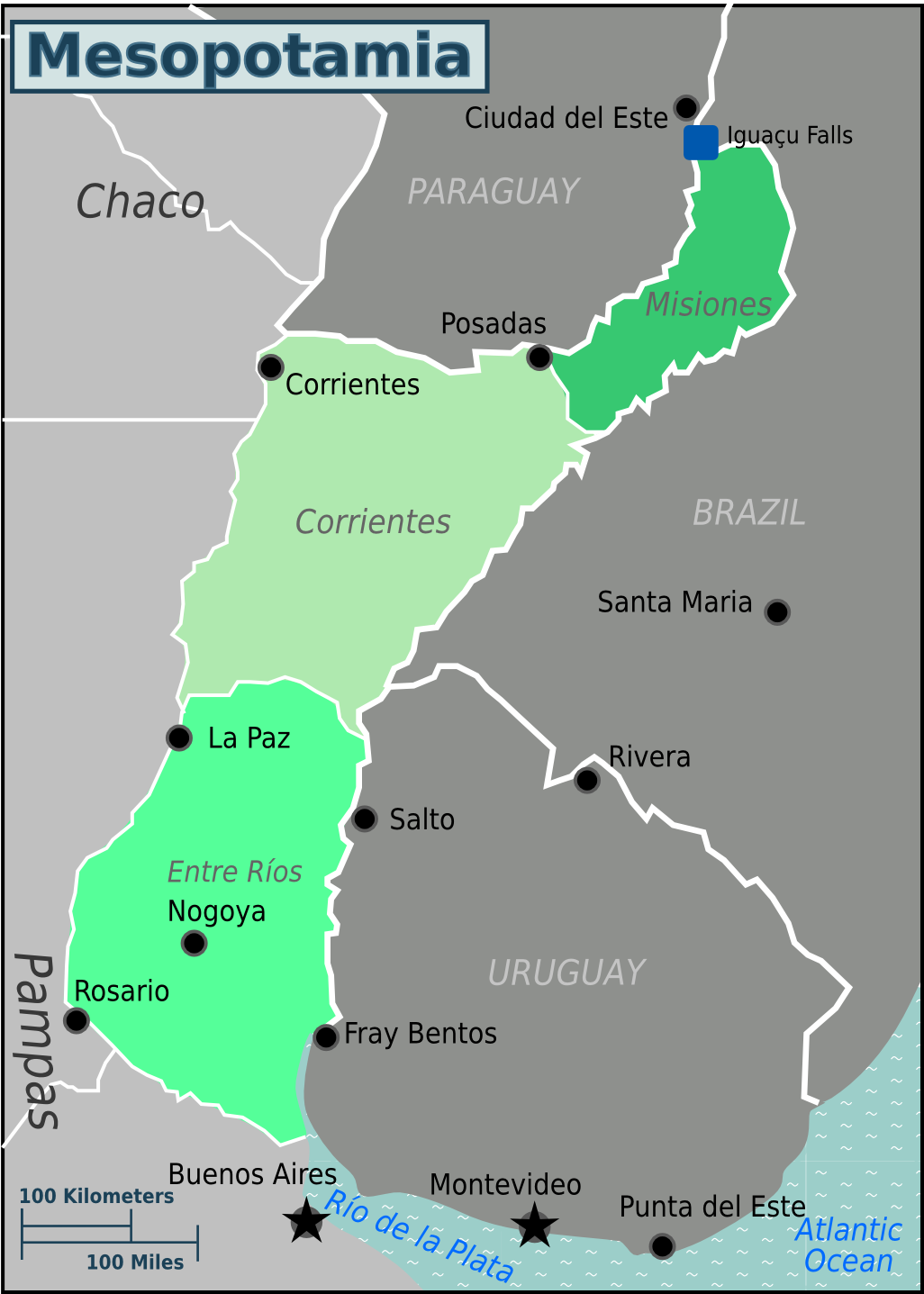
Carte de la Mésopotamie argentine.

La Mésopotamie argentine ou, simplement, la Mésopotamie (en espagnol Mesopotamia, Región Mesopotámica) est une région naturelle humide et verdoyante du Nord-Est de l'Argentine, délimitée au nord, à l'ouest et au sud par le rio Paraná et à l'est par le rio Uruguay, d'où le nom grec de Μεσοποταμία c’est-à-dire « pays entre les fleuves ». Elle est partagée entre les provinces de Misiones, Entre Ríos et Corrientes.
Des parties voisines des provinces de Formosa, Chaco et Santa Fe partagent des traits de la Mésopotamie, de même que certaines régions du Brésil, du Paraguay et de l'Uruguay.

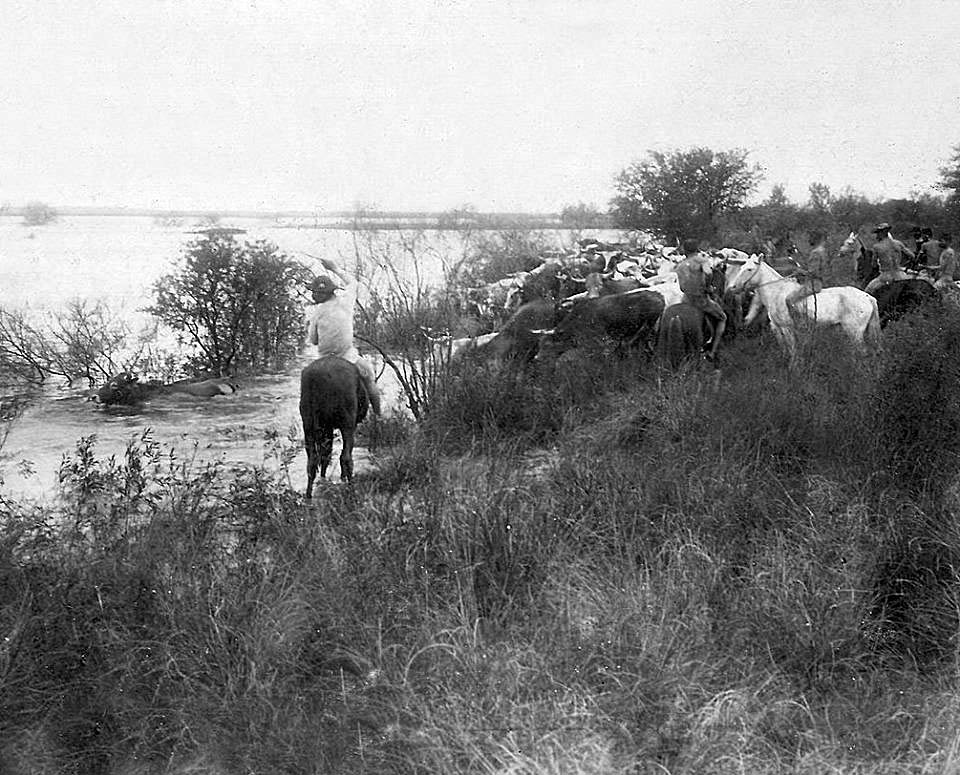
Bouviers et troupeau au bord du rio Uruguay vers 1880.

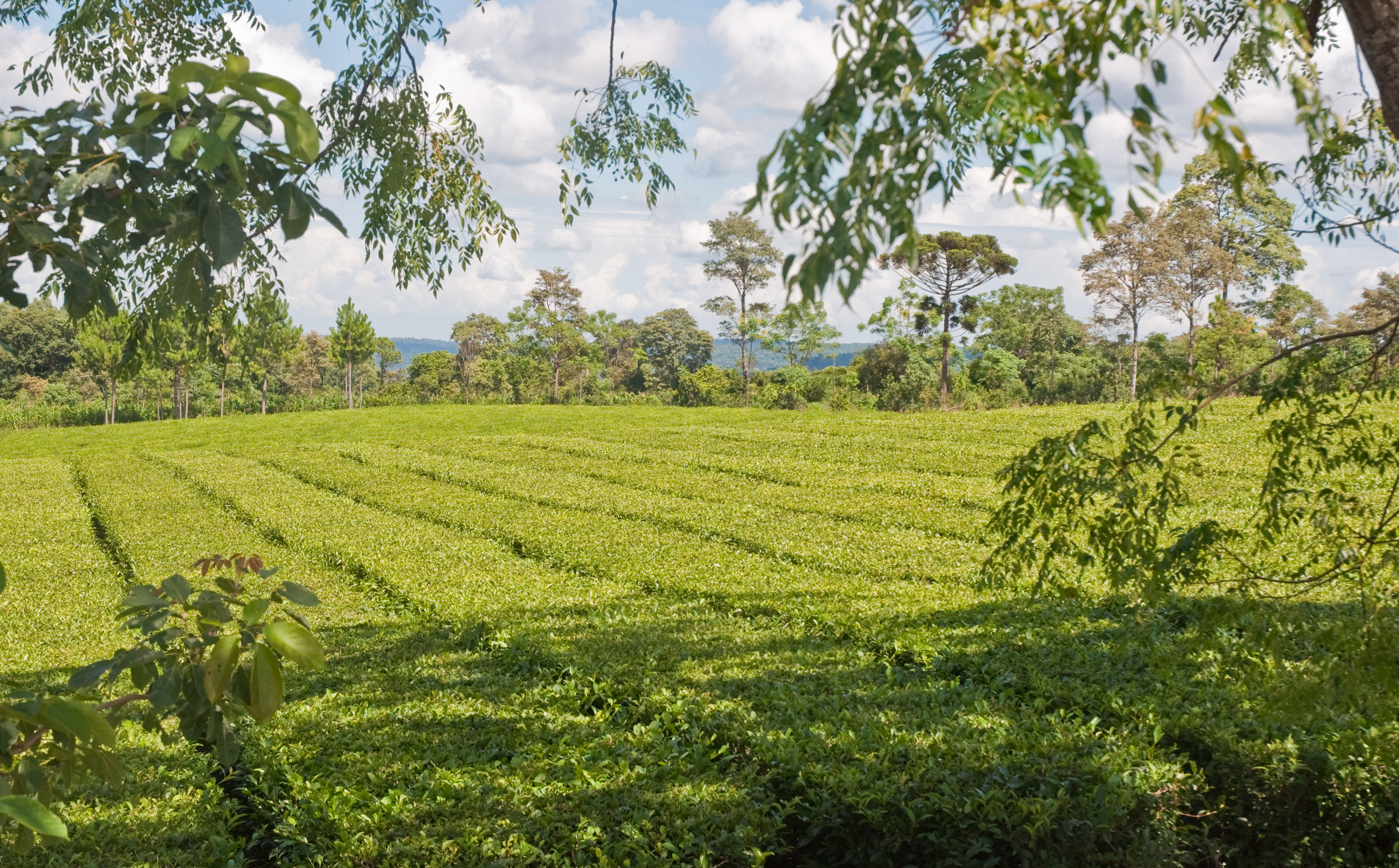
Plantation de thé dans la province de Corrientes en 2011.

La région est à prédominance agricole ; elle est connue entre autres par sa production de thé et de maté, le thé vert sud-américain consommé principalement en Argentine, Uruguay, Brésil et Paraguay.
Des populations immigrantes en provenance de l'Europe l'ont peuplée à la fin du XIXe et début du XXe siècle, principalement des Espagnols et des Italiens, mais aussi des Français (à Victoria), des Ukrainiens (à Apóstoles), des Finlandais (à Oberá, près des cataractes d'Iguazú), des Juifs Ashkénazes (à Basavilbaso). 
Au début des années 1990, la plus grande partie de la région a été drainée pour favoriser l'élevage bovin. En raison de la croissance de la population, souvent déplacée de l'agglomération surpeuplée de Buenos Aires, et de l'agriculture, l'environnement naturel est très menacé.
Les Esteros del Iberá, dans la province de Corrientes, sont classées depuis 2002 comme zone humide protégée par la convention de Ramsar.

## Articles liés
- Litoral (Argentine)
- Savane mésopotamienne du cône sud